# Фронтера де Вальдемосса, Франсиско
Франсиско Фронтера де Вальдемосса, он же Франсиско Фронтера Ласерра (исп. Francisco Frontera de Valldemosa, Francisco Frontera Laserra; 22 сентября 1807 — 7 октября 1891) — испанский дирижёр и музыкальный педагог.
Вырос на Майорке. Получил музыкальное образование под руководством своего отчима Андреса Павии (1784—1826), возглавлявшего единственный на острове оперный театр, учился также у других местных музыкантов. С юных лет пробовал себя как дирижёр, в 1834 г. дебютировал с местным оркестром как композитор. В 1836 г. отправился в Париж, совершенствовался как композитор под руководством Ипполита Коле и Антуана Эльвара. В парижский период был близок к кругу видных испанских политических эмигрантов, включая будущего премьер-министра генерала Эспартеро. Практиковал как вокальный педагог.
В 1841 г. вернулся в Испанию и обосновался в Мадриде. Получил звание придворного музыканта, а с 1846 г. — руководителя королевских концертов. Занимался также преподавательской деятельностью (среди учеников Фронтеры, в частности, Тирсо Обрегон).